# Eren Hot
Eren Hot (en mongol: ; en chino: 二連浩特 ) es una ciudad situada en el Desierto de Gobi, en la Prefectura de Xilin Gol, en la Región Autónoma China de Mongolia Interior.
Tenía 16330 habitantes (según estimaciones a 2006) y se sitúa a 966 msmn. La ciudad está localizada en la frontera con Mongolia.
La ciudad mongola situada más allá de la frontera se llama Zamyn-Üüd.

## Transporte

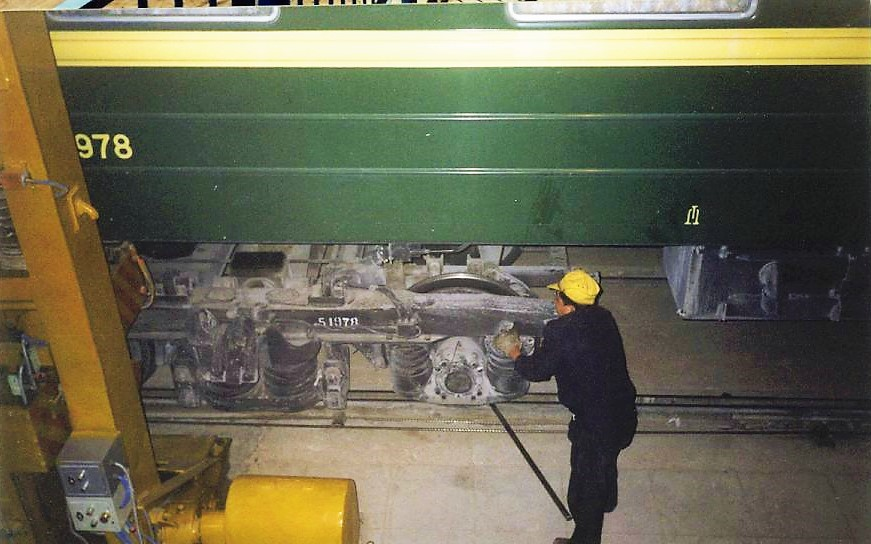
Cambio manual de bogies en la ciudad de Erenhot.

La ciudad en una parada obligada del ferrocarril Transmongoliano ya que los trenes internacionales deben cambiar sus bogies debido a los diferentes ancho de vía de las redes ferroviarias de Mongolia y China.
La red ferroviaria de Mongolia (al igual que la rusa) usa un ancho de vía de 1520 mm, mientras que la red ferroviaria china utiliza un ancho de vía de 1435 mm.
Eren Hot es también la cabecera norte de la Carretera Nacional China 208 (Eren Hot - Changzhi). La ciudad se beneficia ampliamente del comercio fronterizo con Mongolia.
Actualmente el cambio de bogies de los trenes se realiza manualmente, pero está previsto que se complemente con el sistema automático SUW 2000.

## Dinosaurios
El área alrededor de la ciudad, especialmente la zona del lago salado conocido por los paleontólogos como "Iren Dabasu" o "Iren Ni" al este, es notoria por el descubrimiento de diferentes dinosaurios. 
La ciudad también alberga un museo de dinosaurios.